# Даутмерген
Даутмерген (њем. Dautmergen) општина је у њемачкој савезној држави Баден-Виртемберг. Једно је од 25 општинских средишта округа Цолерналб. Према процјени из 2010. у општини је живјело 402 становника. Посједује регионалну шифру (AGS) 8417014.

## Географски и демографски подаци
Даутмерген се налази у савезној држави Баден-Виртемберг у округу Цолерналб. Општина се налази на надморској висини од 608 метара. Површина општине износи 4,5 km². У самом мјесту је, према процјени из 2010. године, живјело 402 становника. Просјечна густина становништва износи 89 становника/km².